# Cornelis Willem Hoevenaar (1847-1884)
Cornelis Willem Hoevenaar (Utrecht, 11 oktober 1847 - aldaar, 29 juni 1884) was een Nederlandse schilder.

## Leven en werk

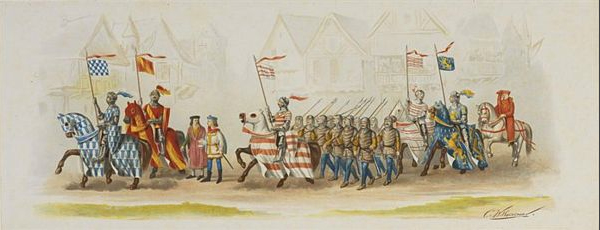
De intocht van hertog Karel de Stoute in Zutphen door Cornelis Willem Hoevenaar (1876)

Hoevenaar werd in oktober 1847 geboren als zoon van de kunstschilder Cornelis Willem Hoevenaar en Elisabetha Weegenaar. Hij kreeg zijn opleiding tot kunstschilder van zijn vader, telg uit een Utrechts geslacht van schilders, tekenaars en graveurs. Ook zijn grootvader Adrianus Hoevenaar jr., zijn overgrootvader Adrianus Hoevenaar sr., zijn ooms Willem Pieter en Nicolaas Ludolph en zijn neef Jozef waren op dit gebied actief.
Hoevenaar schilderde met name landschappen, stadsgezichten, strandgezichten en dieren. Hij woonde en werkte in zijn geboorteplaats Utrecht, waar hij ook tekenleraar was. Hij ontving een toelage van koning Willem III voor zijn werk. Het werk van Hoevenaar werd tentoongesteld in Amsterdam, Den Haag en Rotterdam. Diverse van de door Hoevenaar gemaakte tekeningen bevinden zich in het gemeentearchief van Utrecht. Van sommige afbeeldingen is niet duidelijk of hij de maker is of zijn gelijknamige vader.
In 1876 maakte hij samen met zijn neef de illustraties bij het werk De intocht van hertog Karel den Stoute te Zutfen 4 Augustus 1473, dat verscheen ter gelegenheid van het 48ee lustrum van het Utrechtse studentencorps. Het betrof een serie prenten van de maskerade van de studenten op 27 juni 1876.
Hoevenaar was ongehuwd. Hij overleed in juni 1884 op 36-jarige leeftijd in zijn woonplaats Utrecht.